# 无角菱
无角菱（学名：Trapa acornis）是千屈菜科菱属的植物。分布于日本以及中国大陆的江西、湖南、浙江等地，生长于海拔200米的地区。

## 别名
在浙江嘉兴稱為南湖菱，为當地特产。宋朝范成大《吴郡志》：“近世又有馄饨菱者最甜香。”而1959年在嘉兴发现的马家浜文化遗址中，就发掘出碳化无角菱。南湖菱每年清明下种，端午节左右移植，到中秋时便可上市。